# Vladimír Herman
Vladimír Herman (24. ledna 1929 – 26. května 2015) byl český a československý politik Komunistické strany Československa, vedoucí tajemník Krajského výboru KSČ v Jihomoravském kraji a poslanec Sněmovny lidu Federálního shromáždění za normalizace.

## Biografie
V letech 1969-1978 působil jako vedoucí tajemník Okresního výboru KSČ v Třebíči, od roku 1973 jako člen předsednictva Krajského výboru KSČ pro Jihomoravský kraj, kde od roku 1981 zastával post vedoucího tajemníka KV KSČ. 25. listopadu 1982 byl kooptován za člena Ústředního výboru KSČ. V této funkci ho potvrdil XVII. sjezd KSČ. V období březen 1986 – listopad 1989 byl navíc kandidátem Předsednictva ÚV KSČ. Od roku 1981 zastával také funkci předsedy jihomoravského krajského výboru Národní fronty. V roce 1979 mu byl udělen Řád práce. Jako vedoucí tajemník KV KSČ se uvádí i k roku 1986 a 1988.
Ve volbách roku 1986 zasedl za KSČ do Sněmovny lidu (volební obvod č. 86 – Brno-město-severovýchod, Jihomoravský kraj). Ve Federálním shromáždění setrval do prosince 1989, kdy rezignoval na mandát v rámci procesu kooptací do Federálního shromáždění po sametové revoluci.
Působil jako esperantista. Coby komunistický funkcionář pomohl Českému esperantskému svazu tím, že ho začlenil do Svazarmu a poskytl mu dotace na kanceláře a rekreační objekty. Působil i jako radioamatér.
Zemřel v květnu 2015.